# Bernd Jahnke (Poolbillardspieler)
Bernd Jahnke (* 2. Oktober 1972 in Straubing) ist ein deutscher Poolbillardspieler. Er wurde 1997 Europameister im 8-Ball und 1998 Deutscher Meister.

## Karriere
Bernd Jahnke begann 1984 Billard zu spielen. Bereits zwei Jahre später wurde er Deutscher Jugend-Meister in den Disziplinen 14/1 endlos, 8-Ball und 9-Ball. Bei der Jugend-Europameisterschaft 1987 gewann Jahnke im Finale gegen Pelle Ljungberg die Goldmedaille im 9-Ball der Schüler. Zudem wurde er mit der deutschen Schüler-Mannschaft Europameister. 1988 wurde Jahnke erneut Schüler-Europameister im 9-Ball mit der deutschen Mannschaft sowie Deutscher Jugend-Meister mit der Jugend-Mannschaft des BV Fortuna Straubing. 1989 wurde er Deutscher Jugend-Meister im 14/1 endlos und gewann bei der Junioren-EM die Bronzemedaille im 14/1 endlos. 1990, 1991 und 1992 wurde er jeweils Junioren-Europameister im 9-Ball und mit der Mannschaft. 1991 wurde er zudem dreifacher Deutscher Jugend-Meister.
Im November 1992 gewann Jahnke im Finale gegen Ralf Souquet mit den Italian Open erstmals ein Euro-Tour-Turnier. Im folgenden Jahr gewann er zwei Euro-Tour-Medaillen; bei den Sweden Open wurde er Dritter und bei den Hungarian Open verlor er das Finale gegen Oliver Ortmann.
1996 gewann er seine ersten Medaillen bei der deutschen Meisterschaft der Herren; im 8-Ball erreichte er das Finale, das er gegen Thomas Engert verlor, im 9-Ball gewann er Bronze. Im April 1997 wurde er im Finale gegen Ralf Souquet Europameister im 8-Ball. Zudem wurde er, ebenfalls im Finale gegen Souquet, Vizeeuropameister im 9-Ball und Dritter im 14/1 endlos.
Bei den Spain Open 1997 und 1998 belegte er den dritten Platz. Im Sommer 1998 wurde Jahnke durch einen Finalsieg gegen Thomas Engert Deutscher Meister im 8-Ball und kam im 9-Ball auf den dritten Platz. Im September 1998 gewann er seine sechste und bislang letzte Euro-Tour-Medaille. Beim Turnier in Barcelona gelang ihm der Einzug ins Finale, in dem er dem Mexikaner Ismael Páez unterlag. Bei der EM 1999 gewann er Bronze im 9-Ball. Im Mai 2002 kam er bei den Munich Open der IBC Tour auf den 33. Platz.
Auf der International Pool Tour erreichte er 2006 den 61. Platz bei den North American Open und den 86. Platz bei der World Open 8-Ball Championship.

### Mannschaftskarriere
1986 erreichte Bernd Jahnke mit den Billardfreunden Straubing den dritten Platz bei der deutschen 8-Ball-Meisterschaft. Wenige Monate später fusionierten die Billardfreunde mit dem Billardverein Schwarze 8 Straubing zum BV Fortuna Straubing, mit dem Jahnke 1989 Vizemeister der 14/1-endlos-Bundesliga und 1992 Vizemeister der Poolbillard-Bundesliga wurde. Anschließend wechselte er zum BSC Ingolstadt, mit dem er 1995 und 1996 Deutscher Meister sowie 1998 Vizemeister wurde.
2003 kehrte er zu Fortuna Straubing zurück und schaffte mit dieser 2007 nach vier Aufstiegen in Folge die Rückkehr in die 1. Bundesliga. Nach dem Abstieg in die 2. Bundesliga in der Saison 2010/11 wurde Jahnke 2013 mit der Fortuna erneut Meister der zweiten Liga und spielt seitdem in der 1. Bundesliga.
Mit der deutschen Nationalmannschaft wurde Jahnke 1997 und 1999 Europameister sowie 1998 EM-Dritter.

## Erfolge
| Einzel                    | Einzel     |
| ------------------------- | ---------- |
| Italian Open:             | 1992       |
| 8-Ball-Europameister:     | 1997       |
| Deutscher 8-Ball-Meister: | 1998       |
| Mannschaft                |            |
| Deutscher Meister:        | 1995, 1996 |
| Europameister:            | 1997, 1999 |